# Leipäjuusto
Leipäjuusto com geleia
Leipäjuusto (queijo pão, em língua finlandesa) ou juustoleipä é um tipo de queijo fresco tradicional da Finlândia. É feito tradicionalmente com colostro de vaca, incorporado num leite rico de vacas que tenham recentemente dado à luz. Também pode ser usado leite de rena ou até de cabra. 
As versões comerciais existentes são feitas normalmente de leite de vca normal, não possuindo por essa razão nem a mesma cor nem o mesmo sabor. É um queijo originário das regiões de Ostrobótnia, no norte da Finlândia, e de Kainuu. 
O leite é coalhado de forma a ficar com a forma de um disco redondo com uma espessura entre 2 e 3 cm. Após esta operação, o leipäjuusto é assado, grelhado ou flamejado, até se obter a sua cor acastanhada chamuscada característica.
Na Ostrobótnia, é conhecido como juustoleipä (que significa pão queijo). Porém, isto varia um pouco, devido à movimentação das pessoas, sendo ambos os nomes usados. Noutros dialectos, existem ainda nomes diferentes, como narskujuusto, que se referem ao facto do queijo "chiar" quando é comido. 
O leipäjuusto pode ser consumido quente ou frio.
Na sua forma tradicional, o leipäjuusto era seco e podia ser armazenado durante vários anos. Para ser consumido, o queijo seco empedernido, quase tão duro como uma rocha, era aquecido ao lume, que o amolecia, produzindo um aroma agradável. Nos dias de hoje, ainda é possível secá-lo colocando-o num local bem ventilado durante vários dias.
É um queijo de sabor suave, com a característica algo invulgar de chiar quando é trincado.

## Consumo
Formas de apreciar este queijo:
- Colocar alguns pedaços numa chávena e verter café quente por cima. A expressão sueca kaffeost ("queijo café") refere-se a esta preparação.
- Servir em pedaços triangulares, com cerca de 5 a 7 cm de comprimento e um pouco menos de largura, com geleia de amora-branca-silvestre ou com este fruto fresco.
- Cortar fatias do queijo para uma chávena ou um prato, colocar algumas natas em cima para humedecer, polvilhar com canela e açúcar e grelhar no forno por alguns instantes, servindo com geleia de amora-branca-silvrestre.
- Na cozinha da Lapónia, é usado com substituto do queijo feta em diversas saladas.